# Philip Quinton
Philip Quinton (Portland, 1999. november 16. –) amerikai labdarúgó, a Real Salt Lake hátvéde.

## Pályafutása
Quinton az oregoni Portland városában született. Az ifjúsági pályafutását a helyi Portland Timbers csapatában kezdte, majd a Columbus Crew akadémiájánál folytatta.
2023-ban mutatkozott be a Columbus Crew észak-amerikai első osztályban szereplő felnőtt keretében. Először a 2023. február 26-ai, Philadelphia Union ellen 4–1-re elvesztett mérkőzésen lépett pályára. Első gólját 2023. március 26-án, az Atlanta United ellen hazai pályán 6–1-es győzelemmel zárult találkozón szerezte meg.
2024. április 19-én a Real Salt Lake-hez igazolt.

## Statisztikák
2024. július 18. szerint
| Klub           | Szezon   | Osztály  | Bajnokság | Bajnokság | Kupa  | Kupa | Nemzetközi | Nemzetközi | Összesen | Összesen |
| Klub           | Szezon   | Osztály  | Meccs     | Gól       | Meccs | Gól  | Meccs      | Gól        | Meccs    | Gól      |
| -------------- | -------- | -------- | --------- | --------- | ----- | ---- | ---------- | ---------- | -------- | -------- |
| Columbus Crew  | 2023     | MLS      | 12        | 1         | 3     | 0    | —          | —          | 15       | 1        |
| Columbus Crew  | 2024     | MLS      | 1         | 0         | 0     | 0    | —          | —          | 1        | 0        |
| Real Salt Lake | 2024     | MLS      | 11        | 0         | 1     | 0    | —          | —          | 12       | 0        |
| Összesen       | Összesen | Összesen | 24        | 1         | 4     | 0    | 0          | 0          | 28       | 1        |

## Sikerei, díjai
Columbus Crew
- MLS
  - Bajnok (1): 2023